# Путевой дворец (Чугуев)
Путево́й дворе́ц императора Российской империи на центральной площади города Чугуева — памятник архитектуры XIX века, памятник культурного наследия Украины местного значения. Сооружён в 1819—1820 годах. Во дворце останавливались Александр I, Николай I, Александр II и члены их семей.
В настоящее время является частью музейного комплекса Художественно-мемориального музея Ильи Репина.

## История
Строительство дворца было начато в 1819 году. Согласно личному пожеланию главного начальника военных поселений Алексея Аракчеева было предписано: «чтобы строить в Чугуеве два дома, называемые теперь один дворцом, а другой домом для главного над военными поселениями начальника в дальнейшем были при всяком случае называемые дома для начальников на время их приезда». Историк литературы Алекандр Никитенко в своих воспоминаниях писал, что в апреле 1821 года в Чугуеве всё «было перевернуто вверх дном. Везде суета, сооружение новых зданий. Вполне готовым стоял только один небольшой деревянный дворец, на случай приезда Государя… Дворец был расположен на живописной высоте, с которой с другой стороны граничило поселение. Она террасами спускалась к светлому и тихому Донцу, а на них разводился парк, который обещал быть роскошным, судя по огромным работам, которые осуществлялись под надзором искусных инженера и садовника». Никитенко пишет, что во время отсутствия государя в построенном дворце проживал генерал-майор Дмитрий Юзефович.
В XIX веке здание было частью ансамбля застройки восточной части центральной площади города. В период Великой Отечественной войны после занятия города немецкой армией все деревянные постройки ансамбля площади были разобраны для нужд отопления, немцами было сохранено только здание дворца. Со стороны дворца к реке Северский  Донец спускались террасы парка, который также был вырублен для нужд немецкой армии. В этот период в Путевом дворце располагались апартаменты высокопоставленного немецкого офицера.
В послевоенный период здание эксплуатировалось в качестве гостиницы для высшего военного командования СССР.
В настоящее время дворец является частью музейного комплекса Художественно-мемориального музея Ильи Репина и в летнее время эксплуатируется как его выставочный зал.

## Описание
Дворец представляет собой одноэтажное деревянное здание, срубленное из крепких брёвен и обшитое тёсом. Изначально здание было окрашено в серый цвет. В планировочной структуре присутствуют отголоски русской избы с трёхчастной системой, при этом здание располагало большим набором помещений (блок санитарного узла, комната камердинера и зал для приёма гостей). Комнаты имеют размер, кратный клетям. Дворец имел шесть анфиладно расположенных комнат. Главный вход располагался в западной части здания, на противоположной стороне парка, и для удобства императора из его кабинета был предусмотрен личный выход на террасы. На северной стороне здания имеется подвал, где размещалось хранилище и печь, отапливавшая здание при необходимости. Отопление зданию было необходимо, так как император находился в городе летом и осенью.

## Известные постояльцы дворца
Царь Александр I останавливался во дворце 29-31 июля 1820 года. Согласно архивным документам, царь Николай I присутствовал на смотрах в Чугуеве в 1832, 1835, 1842 годах, а в 1845, 1850 и 1852 годах вместе с ним приезжали сыновья Александр, Николай и Михаил. В 1837 году цесаревич Александр (будущий царь Александр II) вместе со своими учителями посетил Чугуев во время образовательного путешествия по России и останавливался во дворце. Осенью 1852 года во дворце состоялся приём Великого князя Николая Николаевича офицеров Кинбурнского драгунского полка по случаю принятия им шефства над полком. В 1859 году во дворце произошла встреча императора Александра II с имамом Шамилем, являвшимся почётным пленником царя.

## Охранный статус
Указом Министерства культуры Украины от 28 ноября 2013 года дворцу присвоен статус памятника культурного наследия Украины местного значения и присвоен охранный номер.

## Галерея

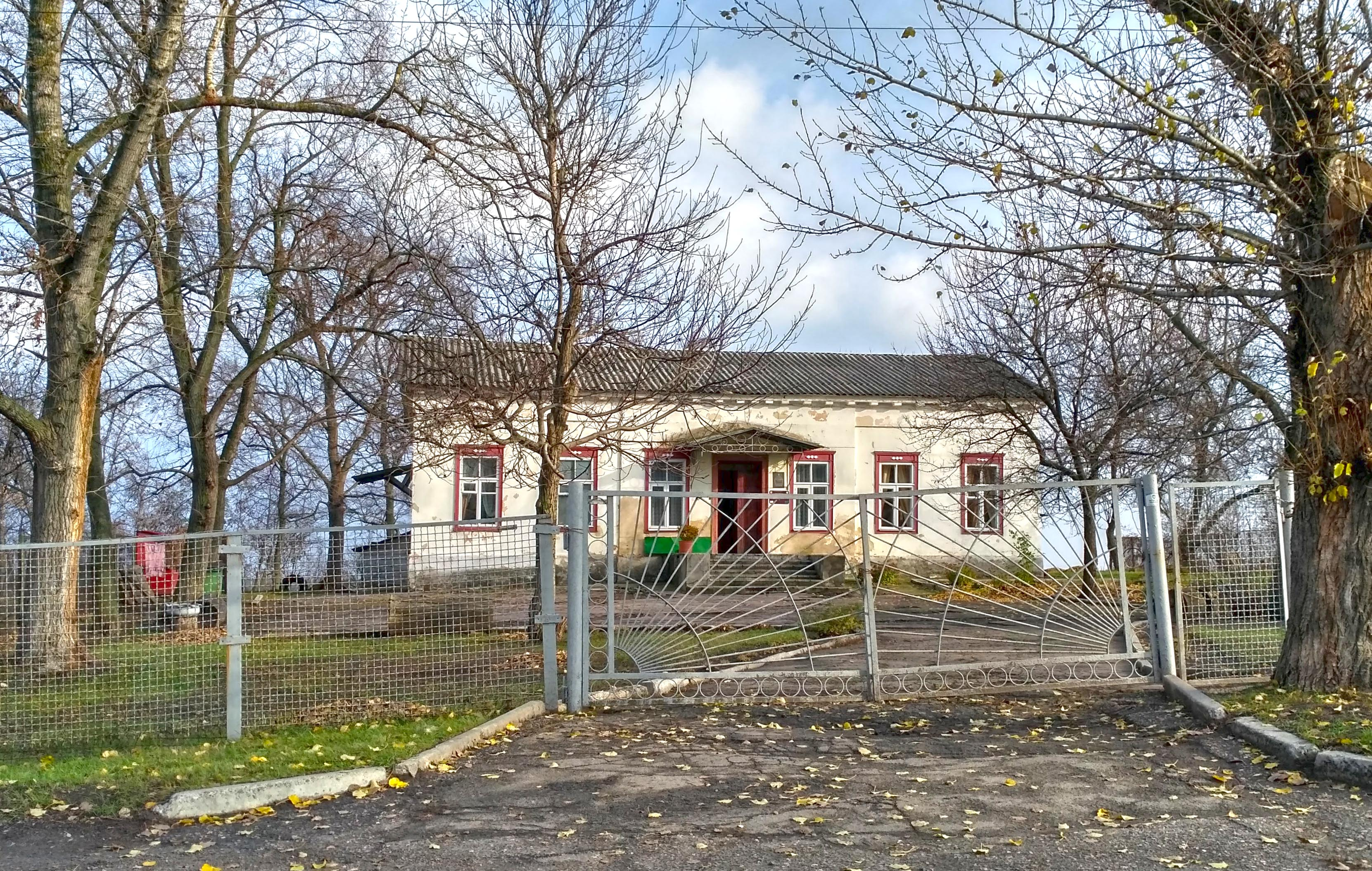
Вид издалека
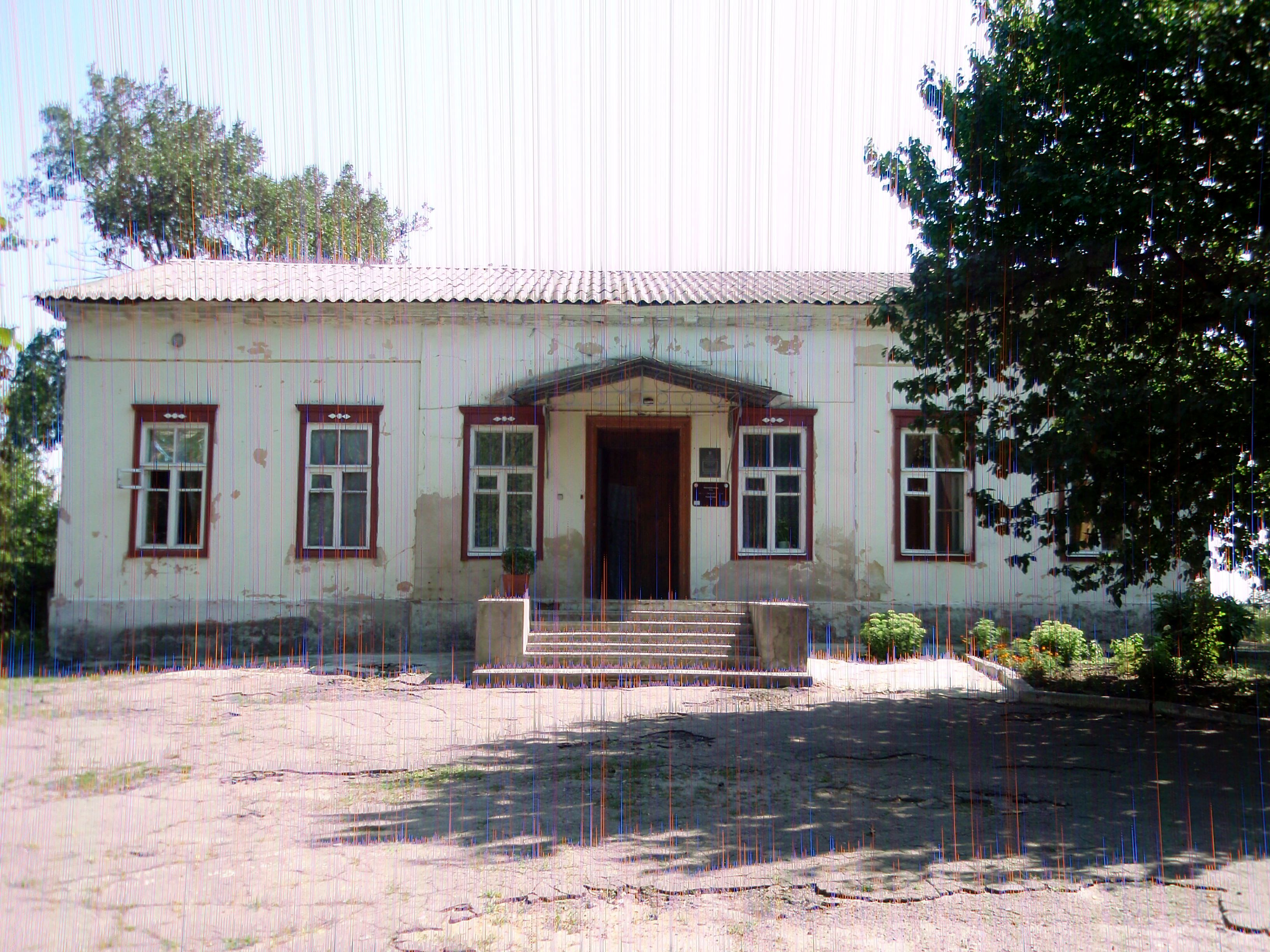
Фасад
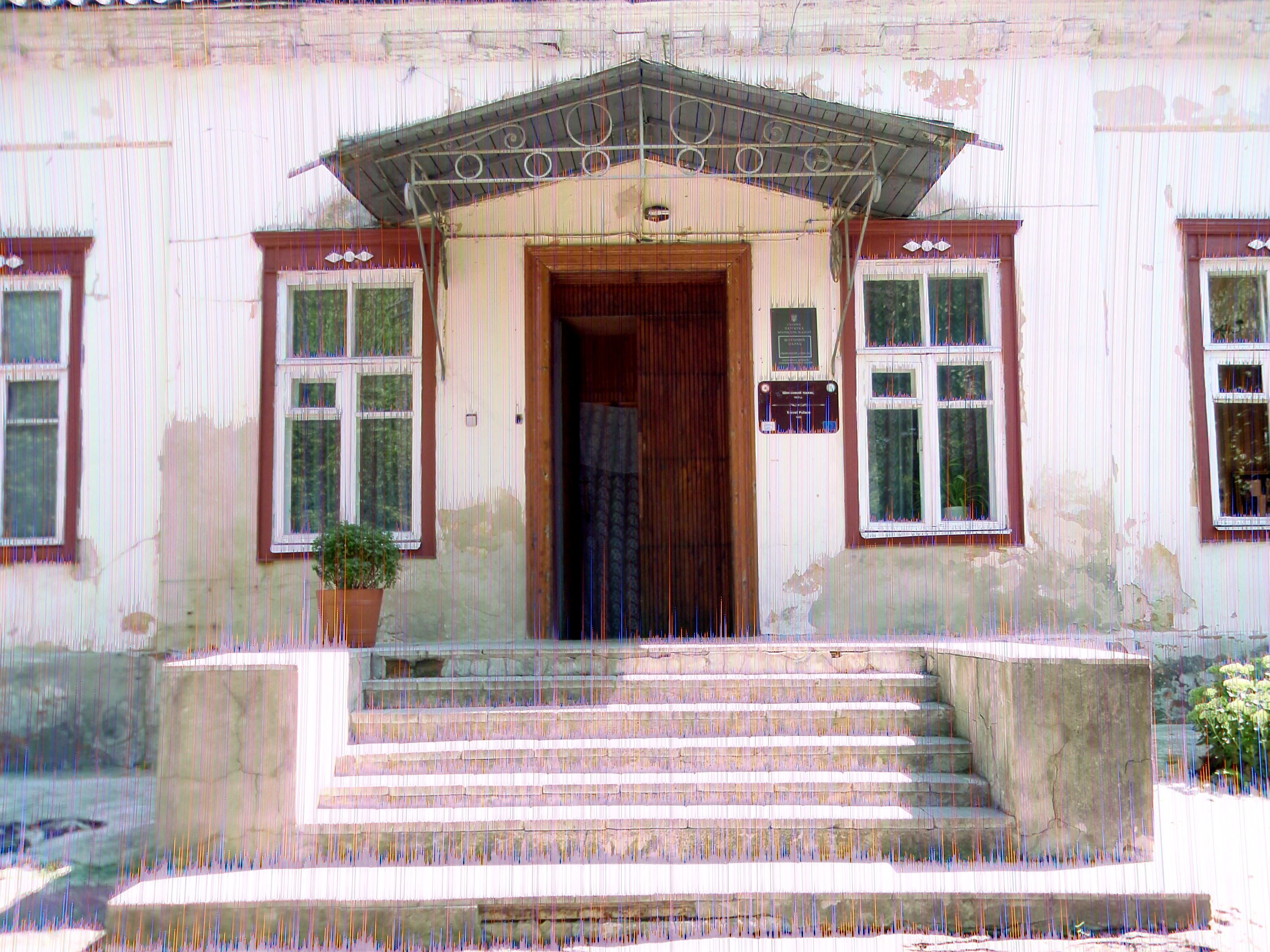
Центральный вход
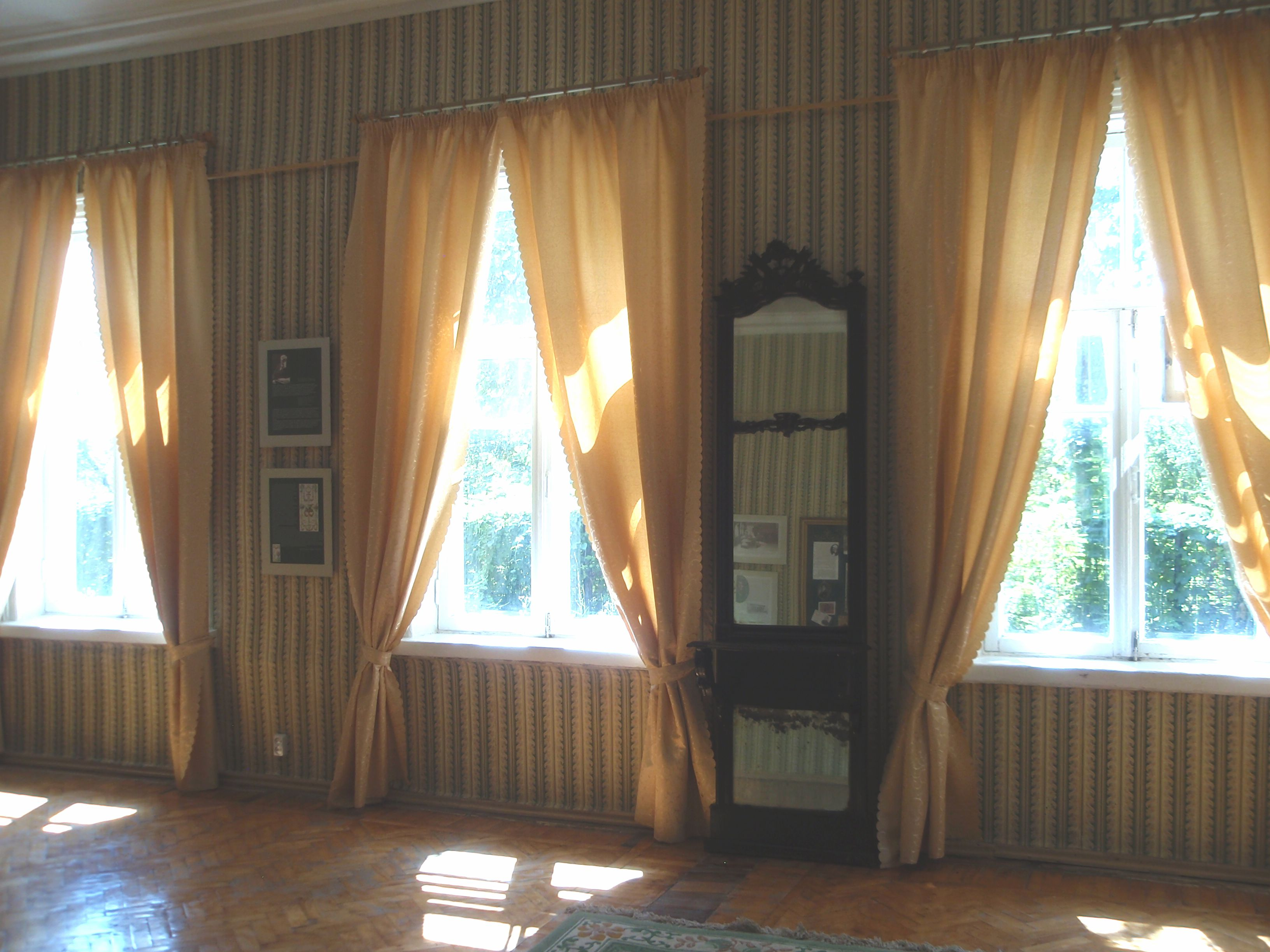
Интерьер комнат дворца